# In the name of love (Ruppina+のアルバム)
『in the name of love』（イン・ザ・ネーム・オブ・ラブ）は、Ruppina+の通算4枚目のアルバムである。2004年8月25日にavex traxよりリリース。

## 解説
CDのみとCD+DVDの2パターンでのリリースとなった。同年8月11日には先行シングル「in the name of love」がリリースされた。本作には同曲のプロモーションビデオが収録されている。
またシングル曲の「Thousand Lights」、「Free Will」のアルバムバージョンが収録されている。

## 収録曲

### Disc1 (CD)
1. Nobody replies [2:02] 
作詞：Ruppina、Kenn Kato / 作曲・編曲：ats-
NTT docomo東北「FOMAのテレビ電話」CMソング
2. Proudly -Album Version- [4:18] 
作詞：Ruppina、Kenn Kato / 作曲：安田史生 / 編曲：遠山輔、鈴木直人
1stミニアルバム『Ruppina』に収録されたものとは歌詞が異なる。
3. violet flow [4:49] 
作詞：Ruppina / 作曲：安田史生 / 編曲：HΛL
2ndシングル(1stシングル「Free Will/violet flow」にも収録)
日本テレビ系ドラマ『よい子の味方 〜新米保育士物語〜』挿入歌
4. Alone [4:23] 
作詞：Ruppina、Kenn Kato / 作曲：D・A・I / 編曲：大谷靖夫
5. Thousand Lights -Album Version- [4:42] 
作詞：Ruppina、Kenn Kato / 作曲：安田史生 / 編曲：ats-
3rdシングル「FAITH/Thousand Lights」に収録されたものとは歌詞が異なる。
6. Why? [5:03] 
作詞：Ruppina、Kenn Kato / 作曲：菊池一仁 / 編曲：ats-
7. The Reason to be [2:06] 
作詞：Ruppina、Kenn Kato / 作曲・編曲：ats-
8. One [5:24] 
作詞：Ruppina、Kenn Kato / 作曲：BOUNCEBACK / 編曲：BOUNCEBACK、鈴木直人
1stミニアルバム『Ruppina』収録曲「Repent」とは歌詞が異なる。
9. if 〜もしもあの時、あの場所で〜 [4:37] 
作詞：Ruppina、Kenn Kato、BOUNCEBACK / 作曲・編曲：BOUNCEBACK
2ndミニアルバム『Ruppina II』収録曲
10. brand-new days [4:41] 
作詞：Ruppina、Kenn Kato / 作曲：安田史生 / 編曲：大谷靖夫
日本テレビ系「THEワイド」エンディングテーマ
11. You [5:18] 
作詞：Ruppina、Kenn Kato / 作曲：大谷靖夫 / 編曲：鈴木直人
4thシングル「You Are」に収録されたものとは歌詞が異なる。
12. Free Will -Album Version- [4:52] 
作詞：Ruppina、Kenn Kato / 作曲：安田史生 / 編曲：鈴木直人
1stシングル「Free Will/violet flow」、及び1stミニアルバム『Ruppina』に収録されたものとは歌詞が異なる。
13. in the name of love [5:59] 
作詞：Ruppina、Kenn Kato / 作曲：菊池一仁 / 編曲：ats-
5thシングル
日本テレビ系『@サプリッ!』エンディングテーマ

### Disc2 (DVD)
1. in the name of love [5:59]